# 曲竿箭竹
曲竿箭竹（学名：Fargesia subflexuosa）为禾本科箭竹属下的一个种。

## 扩展阅读
- 維基物種上的相關：曲竿箭竹